# Шапшалтуй
Шапшалтуй (бур. Сабшаланта), (сокращённое от Шапшалантуй) — деревня в Аларском районе Усть-Ордынского Бурятского округа Иркутской области. Входит в муниципальное образование «Александровск».

## География
Деревня расположена в 15 км юго-западнее районного центра, на высоте 523 м над уровнем моря.
Состоит из 1 улицы (Степная).

## Происхождение названия
Шапшалтуй — сокращённая форма названия Шапшалантуй, которое происходит от бурятского сабшаланта, что переводится как «сенокосный», «сенокосное место».
По предположению Станислава Гурулёва данный топоним может происходить от бурятского шаб — «бац», «чмок», «шлёп» (о поцелуе), шал — «буль-буль» (хлопанье жидкости) и суффикса туй (хлопающая и булькающая вода). Данная версия менее вероятна, чем предыдущая, которой придерживались Матвей Мельхеев и Жан Зимин.

## История
На 1880 год в улусе насчитывалось 205 жителей. На 1883 год население Шапшалантуя составляло 223 человека.

## Население
| 2002 | 2010 | 2011 | 2012 |
| ---- | ---- | ---- | ---- |
| 73   | ↘61  | →61  | ↘60  |

## Известные уроженцы
- Шерхунаев, Раднай Андреевич (23 января 1920 — 18 июня 2008) — филолог, фольклорист, публицист, доцент Иркутского государственного университета, кандидат филологических наук (1966), заслуженный работник культуры Республики Бурятия, член Союза журналистов России (с 1961), ветеран войны и труда, майор в отставке.